# جون راسيل (عالم عقيدة)
جون راسيل (بالإنجليزية: John Russell)‏ هو عالم عقيدة أمريكي، ولد في 1626 في إبسوتش في المملكة المتحدة، وتوفي في 10 ديسمبر 1692 في ماساتشوستس في الولايات المتحدة.